# Les Lames du cardinal
Pour les articles homonymes, voir Les Lames du cardinal (jeu de rôle).
Les Lames du cardinal est un cycle en trois tomes de fantasy historique rédigé par Pierre Pevel et publié initialement entre 2007 et 2010 aux éditions Bragelonne. 
Les trois tomes sont :
1. Les Lames du cardinal ;
2. L'Alchimiste des ombres ;
3. Le Dragon des arcanes.

Cette trilogie a fait l'objet d'une réédition dans la collection Folio SF des éditions Gallimard à partir de 2013 et a été traduite en sept langues, notamment en anglais.
Elle a fait l'objet de deux suites ; la première en 2017 et la seconde en 2019.

## Récompenses
Le premier tome a été récompensé à deux reprises :
- Prix Imaginales des lycéens 2009 ;
- Prix Morningstar 2010 pour un premier roman fantastique en langue anglaise.

## Cadre historique

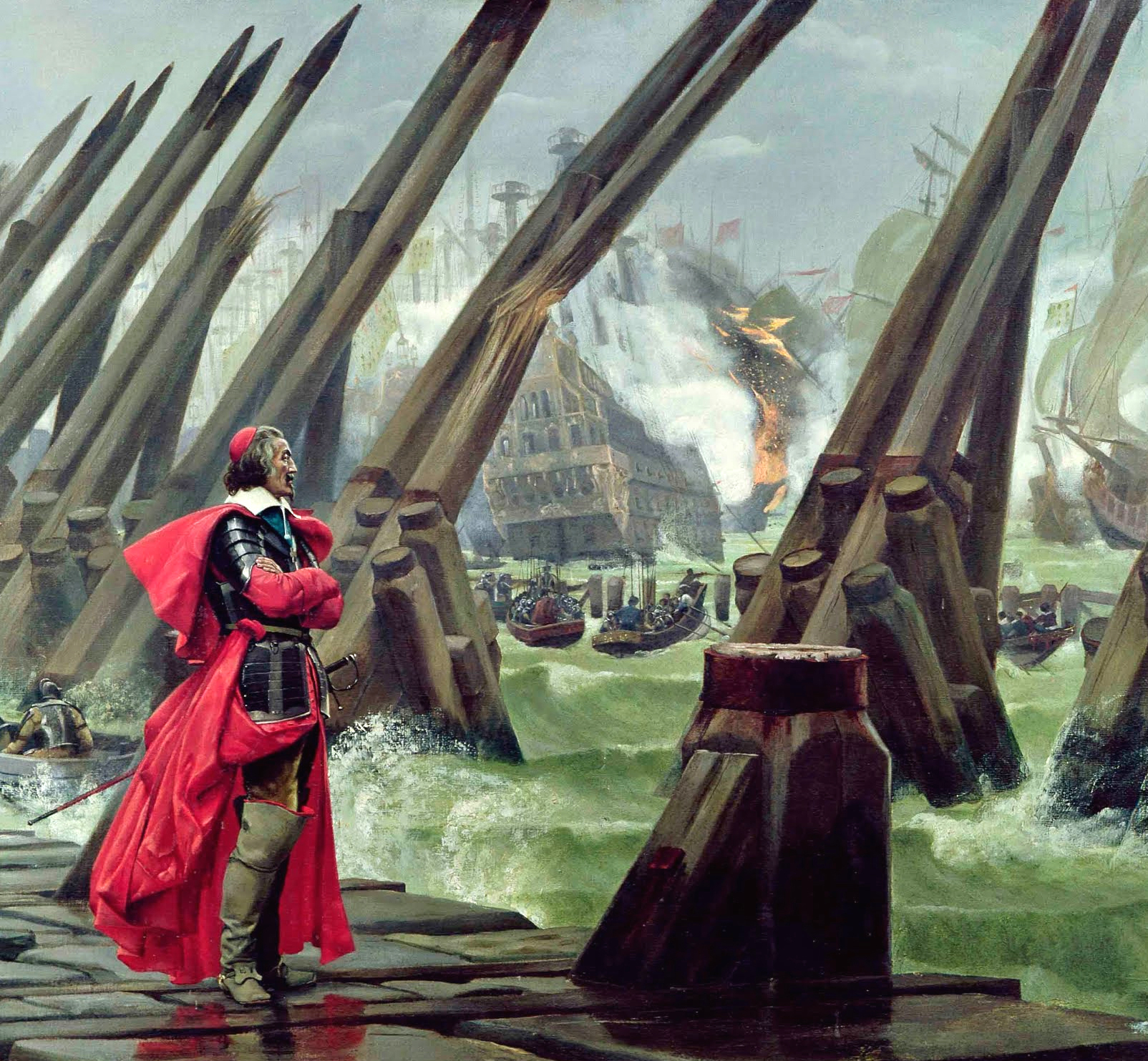
Le cardinal de Richelieu, sur la digue bloquant l'entrée du port de La Rochelle.

L'intrigue de ce cycle se déroule dans le royaume de France, principalement à Paris et ses alentours, en 1633, sous le règne de Louis XIII assisté de son principal ministre, Armand Jean du Plessis, cardinal-duc de Richelieu. Pierre Pevel, s'étant largement documenté sur l'époque, offre de nombreuses descriptions de Paris et du contexte diplomatique et politique de l'époque. Malgré tout, des différences majeures existent avec l'introduction de la magie, d'un bestiaire draconique, d’organisations fictives (Griffe noire, Ordre de Saint-Georges) et un élément « uchronique » : l'échec du siège de La Rochelle à la suite de la rupture de la digue.

## Intrigue
Lors du siège de La Rochelle, les Lames du cardinal — un groupe de bretteurs parmi les meilleurs du royaume de France, destiné à remplir des missions particulièrement délicates pour le compte du cardinal de Richelieu — sont envoyées afin d'éliminer un agent de la Griffe noire. La trahison d'une des Lames entraîne le décès d'une autre, tandis que la digue permettant d'assurer le blocus de la ville, cède sous la tempête peu de temps après. Le groupe des Lames, par nécessité politique, est alors dissous.
En 1633, tandis que la Griffe noire tente d'établir enfin une loge en France, le cardinal rappelle les Lames à son service pour retrouver, à la demande de l'ambassadeur d'Espagne, un chevalier espagnol, condition sine qua non pour mener des négociations alors que les tensions avec la Lorraine de Charles IV sont à leur paroxysme.

### Personnages

#### Personnages historiques
De nombreux personnages apparaissent dans les trois romans dont certains ayant véritablement existé tels que :
- Louis XIII ;
- Anne d'Autriche ;
- le cardinal-duc de Richelieu ;
- le Père Joseph ;
- le capitaine de Tréville ;
- Marie de Rohan, duchesse de Chevreuse ;
- Charles de L'Aubespine, marquis de Châteauneuf.

On retrouve également plusieurs personnages du roman Les Trois Mousquetaires comme d'Artagnan, Athos ou Rochefort, tandis que Porthos est seulement mentionné et qu'Aramis est totalement absent. D'autres personnages du roman sont également mentionnés.

#### Lames du cardinal
Au cours du cycle, les lames du cardinal seront composées, à un moment ou à un autre, des personnages suivants :
- Étienne-Louis La Fargue, capitaine des Lames :
  - Agnès de Vaudreuil, baronne, ancienne novice de l'ordre des Sœurs de saint Georges ;
  - Ballardieu, vétéran des guerres de religion, « tuteur » d'Agnès de Vaudreuil ;
  - Nicolas Marciac, coureur de jupon et ancien élève à la faculté de médecine de Montpellier ;
  - Anibal Antonio Almadès di Carlio, maître d'armes espagnol ;
  - Antoine Leprat, chevalier d'Orgueil, mousquetaire du Roi ;
  - Saint-Lucq, sang-mêlé, agent du cardinal ;
  - Arnaud de Laincourt, enseigne aux Gardes du Cardinal.

#### Autres personnages
- Alessandra di Santi, aventurière et espionne italienne ;
- Béatrice d'Aussaint ;
- François Reynault d'Ombreuse.

## Adaptations en langues étrangères
- (nl) De Degens Van De Kardinaal, traduit par Margreet van Muijlwijk, Éditions Mynx (septembre 2008)[4] ;
- (de) Drachenklingen – Drachenkampf, traduits par Carolin Müller, Éditions Bertelsmann – collection Heyne (novembre 2008)[4] ;
- (es) Las Espadas del Cardenal, traduit par Beatriz Iglesias, Éditions Edhasa – collection Marlow (mai 2009)[4] ;
- (cs) Meče kardinála de Richelieu, traduit par Dana Melanová, Éditions Albatros (2009)[4] ;
- (en) The Cardinal’s Blades – The Alchemist in the Shadows – The Dragon Arcana, traduits par Tom Clegg, Éditions Gollancz (novembre 2009)[4] ;
- (bg) Остриетата на кардинала – Алхимикът от сенките – Драконът на Арканите, traduits par Георги Цанков (Georgi Tsankov), Éditions Litus (2015-2016)[5] ;
- (it) Le Lame del Cardinale, traduit par Teresa Albanese[6], Éditions Mondadori (juin 2017)[7].

## Adaptations du cycle
Un jeu de rôle, Les Lames du cardinal, a été développé autour de l'univers de la trilogie et publié aux éditions Sans-Détour en 2014. Le jeu a fait l'objet d'une seconde édition, publiée cette fois par Elder Craft, en avril 2024.
Les éditions Bragelonne ont cédé les droits d'adaptations cinématographique et télévisuelles en 2014 ; laissant ainsi présager le développement d'un film, d'une série télévisée ou d'un téléfilm.

## Autres romans dans le même univers
Pierre Pevel a écrit une suite à son cycle, intitulée La Louve de cendre, sous-titrée Les Lames du cardinal, T0 et publiée en mars 2017. Elle est disponible au format numérique.
Philippe Auribeau, auteur principal du jeu de rôle, a écrit lui aussi une « séquelle » au cycle de Pierre Pevel qui se déroule à l'époque du jeu ; elle s'intitule L'Héritage de Richelieu. D'abord publiée entre 2016 et 2017 sous forme d'épisodes en une série de 7 nouvelles disponibles uniquement au format numérique, elle a fait par la suite l'objet d'une publication papier, dans sa version intégrale et chez le même éditeur que la trilogie de romans originelle, en mars 2019. Elle a fait l'objet d'une réédition dans la collection Folio SF des éditions Gallimard en juin 2021.